# Ed Masterson
Edward J. "Ed" Masterson, född 22 september 1852, död 9 april 1878, var en amerikansk sheriff. Han växte upp med sina syskon i Kansas, dit föräldrarna hade flyttat. 1877 blev han utnämnd till assisterande marshal i Dodge City och redan i december samma år blev han city marshal. Den 9 april 1878 blev han skjuten av Jack Wagner och dog. Ett år senare flyttades hans kropp från Dodge City Cemetery till Prairie Grove cemetery.